# Idaea columbia
Idaea columbia är en fjärilsart som beskrevs av Mcdunnough 1927. Idaea columbia ingår i släktet Idaea och familjen mätare. Inga underarter finns listade i Catalogue of Life.